# HD 141937 b
HD 141937 b là một ngoại hành tinh được phát hiện vào tháng 4 năm 2001. Hành tinh này quay quanh một ngôi sao dãy chính loại G là HD 141937 trong chòm Thiên Bình, cách Trái Đất 108,9 năm ánh sáng. Nó có khối lượng bằng 9,7 lần Sao Mộc. Đây là khối lượng tối thiểu vì chưa rõ độ nghiêng quỹ đạo, có khả năng hành tinh này là một sao lùn nâu nếu khối lượng thật sự được biết đến. Quỹ đạo dài 650 ngày khiến khoảng cách giữa nó và sao chủ lớn gấp 1,5 lần so với khoảng cách giữa Trái Đất và Mặt Trời. HD 141937 b có độ lệch tâm quỹ đạo khoảng 41%.